# 즈고젤레츠군

돌니실롱스크주 지도에 표시된 즈고젤레츠군의 위치

즈고젤레츠군(폴란드어: powiat zgorzelecki)은 폴란드 돌니실롱스크주에 위치한 군으로 군청 소재지는 즈고젤레츠이며 면적은 838.11km2, 인구는 89,612명(2019년 6월 30일 기준), 인구 밀도는 110명/km2이다.
북쪽으로는 루부시주 자리군, 자간군, 동쪽으로는 볼레스와비에츠군, 루반군과 접하며 남쪽으로는 체코, 서쪽으로는 독일과 국경을 접한다. 7개 지방 자치체(2개 도시, 3개 도시형 농촌, 2개 농촌)를 관할한다.

군기
군 문장